# Konstantinovskij rajon (Oblast' di Rostov)
Il Konstantinovskij rajon (in russo Константиновский район?) è un rajon dell'Oblast' di Rostov, nella Russia europea; il capoluogo è Konstantinovsk. Istituito nel 1924, ricopre una superficie di 2.197 chilometri quadrati e ospita una popolazione di circa 35.000 abitanti.